# Округ Роун (Западна Вирџинија)
Роун (енгл. Roane County) је округ у америчкој савезној држави Западна Вирџинија.

## Демографија
По попису из 2010. године број становника је 14.926, што је 520 (-3,4%) становника мање него 2000. године.
| Група             | 2000.          | 2010.          |
| Белци             | 15.144 (98,0%) | 14.613 (97,9%) |
| Афроамериканци    | 34 (0,2%)      | 19 (0,1%)      |
| Азијати           | 35 (0,2%)      | 40 (0,3%)      |
| Хиспаноамериканци | 104 (0,7%)     | 103 (0,7%)     |
| Укупно            | 15.446         | 14.926         |